# (121001) Liangshanxichang
(121001) Liangshanxichang est un astéroïde de la ceinture principale.

## Description
(121001) Liangshanxichang est un astéroïde de la ceinture principale. Il fut découvert le 22 décembre 1998 à la station de Xinglong par Beijing Schmidt CCD Asteroid Program. Il présente une orbite caractérisée par un demi-grand axe de 2,27 UA, une excentricité de 0,10 et une inclinaison de 4,1° par rapport à l'écliptique.